# Safi I
Safi I, född 1611, död 12 maj 1642 i Kashan, var regent av Persien från 1629 till sin död. Han var den sjätte shahn av den safavidiska dynastin. Han är begravd i Qom. Hans slavkonkubin, Anna Khanum, födde hans son och efterträdare Abbas II av Persien.